# وزیر راه و شهرسازی
وزیر راه و شهرسازی وزیر وزارت‌خانهٔ راه و شهرسازی و یکی از اعضای هیئت دولت جمهوری اسلامی ایران است.

## وظایف و مسئولیت‌ها
وزیر راه و شهرسازی مسئولیت‌های بسیار گسترده‌ای در زمینه‌های مختلف دارد که شامل موارد زیر می‌شود:
- توسعه و نگهداری زیرساخت‌های حمل و نقل: شامل جاده‌ها، راه‌آهن، بندرها و فرودگاه‌ها.
- برنامه‌ریزی شهری و مسکن: تدوین و اجرای سیاست‌های مسکن و شهرسازی برای تأمین مسکن مناسب و توسعه پایدار شهرها.
- توسعه حمل و نقل عمومی: بهبود و توسعه شبکه‌های حمل و نقل عمومی مانند مترو، اتوبوس و سایر وسایل حمل و نقل عمومی.
- نظارت بر پروژه‌های عمرانی: نظارت و ارزیابی پروژه‌های عمرانی در حال اجرا به منظور اطمینان از کیفیت و تطابق با برنامه‌ها و بودجه‌های تعیین شده.
- تدوین و اجرای سیاست‌های کلان: تدوین سیاست‌های ملی در زمینه حمل و نقل و شهرسازی و همکاری با سایر وزارت‌خانه‌ها و نهادهای دولتی برای اجرای این سیاست‌ها.

## تاریخچه و اهمیت
وزارت راه و شهرسازی یکی از وزارت‌خانه‌های کلیدی در جمهوری اسلامی ایران است که نقش حیاتی در توسعه اقتصادی و اجتماعی کشور دارد. این وزارت‌خانه با اجرای پروژه‌های بزرگ عمرانی، بهبود زیرساخت‌های حمل و نقل و تأمین مسکن مناسب، بهبود کیفیت زندگی مردم و تسهیل در جابجایی افراد و کالاها را هدف قرار داده است.
- تاسیس وزارت راه و شهرسازی

وزارت راه و شهرسازی در تیر ماه ۱۳۹۰ با ادغام دو وزارت‌خانهٔ «راه و ترابری» و «مسکن و شهرسازی» تشکیل شد. این ادغام به منظور کاهش تعداد وزارت‌خانه‌ها و افزایش هماهنگی و کارآمدی در حوزه‌های حمل و نقل و شهرسازی انجام شد.
- وزرای پیشین

از زمان تأسیس این وزارت‌خانه تاکنون چندین وزیر در این پست خدمت کرده‌اند:
- علی نیکزاد: اولین وزیر راه و شهرسازی که از تیر ۱۳۹۰ تا مرداد ۱۳۹۲ در این پست خدمت کرد. او پیش از این وزیر مسکن و شهرسازی بود.
- عباس آخوندی: از مرداد ۱۳۹۲ تا مهر ۱۳۹۷ وزیر راه و شهرسازی بود. او پیش از این در دولت‌های پیشین نیز مسئولیت‌های مختلفی داشته است.
- محمد اسلامی: ابتدا به عنوان سرپرست وزارت راه و شهرسازی در مهر ۱۳۹۷ منصوب شد و سپس در آبان ۱۳۹۷ به عنوان وزیر راه و شهرسازی مشغول به کار شد و تا شهریور ۱۴۰۰ در این پست باقی ماند.
- رستم قاسمی: از شهریور ۱۴۰۰ تا آذر ۱۴۰۱ وزیر راه و شهرسازی بود. او پیش از این وزیر نفت ایران نیز بوده است.
- شهریار افندی‌زاده: بعد از قبول استعفای قاسمی از وزارت راه و شهرسازی، رئیس‌جمهور شهریار افندی‌زاده که پیش‌تر به عنوان معاون حمل و نقل در این وزارتخانه خدمت می‌کرد را به عنوان سرپرست این وزارتخانه منصوب کرد. او این مسئولیت را از یکم آذر ۱۴۰۱ تا شانزدهم آذر ۱۴۰۱ بر عهده داشت.
- مهرداد بذرپاش: از آذر ۱۴۰۱ تا مرداد ۱۴۰۳ به عنوان وزیر راه و شهرسازی مشغول به کار بود.

## فهرست
| ر. | نام     | نام                              | نگاره                   | آغاز تصدی     | پایان تصدی    | دولت        | رئیس‌جمهور | م.    |
| -- | ------- | -------------------------------- | ----------------------- | ------------- | ------------- | ----------- | --------- | ----- |
| ۱  |         | علی نیکزاد (زادهٔ ۱۳۴۴)           |                         | ۵ تیر ۱۳۹۰    | ۲۴ مرداد ۱۳۹۲ | دهم         | احمدی‌نژاد | [ ۱ ] |
| ۲  |         | عباس آخوندی (زادهٔ ۱۳۳۶)          |                         | ۲۴ مرداد ۱۳۹۲ | ۲۸ مهر ۱۳۹۷   | یازدهم‏      | روحانی    | [ ۲ ] |
| ۲  | دوازدهم | عباس آخوندی (زادهٔ ۱۳۳۶)          | [ ۳ ]                   | ۲۴ مرداد ۱۳۹۲ | ۲۸ مهر ۱۳۹۷   |             | روحانی    |       |
| –  | دوازدهم |                                  | محمد اسلامی (زادهٔ ۱۳۳۵) |               | ۲۸ مهر ۱۳۹۷   | ۵ آبان ۱۳۹۷ | روحانی    | [ ۴ ] |
| ۳  | دوازدهم | ۵ آبان ۱۳۹۷                      | محمد اسلامی (زادهٔ ۱۳۳۵) | ۳ شهریور ۱۴۰۰ | [ ۵ ]         |             | روحانی    |       |
| ۴  |         | رستم قاسمی (۱۴۰۱–۱۳۴۳)           |                         | ۳ شهریور ۱۴۰۰ | ۱ آذر ۱۴۰۱    | سیزدهم      | رئیسی     | [ ۶ ] |
| –  |         | شهریار افندی‌زاده (زادهٔ ؟) سرپرست |                         | ۱ آذر ۱۴۰۱    | ۱۶ آذر ۱۴۰۱   | سیزدهم      | رئیسی     | [ ۷ ] |
| ۵  |         | مهرداد بذرپاش (زادهٔ ۱۳۵۹)        |                         | ۱۶ آذر ۱۴۰۱   | ۳۱ مرداد ۱۴۰۳ | سیزدهم      | رئیسی     | [ ۸ ] |
| ۶  |         | فرزانه صادق (زادهٔ ۱۳۵۵)          |                         | ۳۱ مرداد ۱۴۰۳ | متصدی         | چهاردهم     | پزشکیان   | [ ۹ ] |